# Артсвіт
Галерея Артсвіт  — приватна галерея образотворчого мистецтва та виставковий майданчик у Дніпрі. З моменту відкриття у 2013 році стала важливою платформою культурного життя міста.

## Історія
Галерею відкрито у липні 2013 в історичній будівлі по вулиці Січових Стрільців у Дніпрі. На першій виставці «Від реальності до абстракції» були представлені твори радянських класиків і сучасних українських митців із власної колекції галереї.
Окрім художніх виставок у приміщенні Артсвіту регулярно відбуваються лекції, практикуми, зустрічі з митцями, кінопокази. Освітня програма «Артсвіт дітям» вводить у світ творчості найменших дніпрян. Галерея також видає книги про мистецтво, альбоми та каталоги художників.
Навесні 2016 відбулася одна з найгучніших подій за час роботи галереї — персональна виставка київського художника Давида Чичкана, сина епатажного Іллі Чичкана. Проєкт «Під час війни» став спробою митця переосмислити революційні події у Катеринославі столітньої давності. Поглядом художника на долю анархістського руху та проведеними паралелями із сучасною війною на Сході України зацікавилися численні місцеві медіа та загальнонаціональні ЗМІ. Зокрема схвальні відгуки були отримані від культурних оглядачів таких видань, як «Лівий берег», «Новое время», Cultprostir.
У 2017 галерея Артсвіт стала одним з майданчиків проведення фестивалю Французька весна у Дніпрі.
З 2021 року працює в стінах Центру сучасної культури у Дніпрі (DCCC), за адресою Крутогірний узвіз, 21А.
Після повномасшабного вторгнення Росії на територію України 24 лютого 2022 року галерея призупинила основну мистецьку програму та спільно з ГО Культура Медіальна та КсіПростір створила соціальний хаб для вимушено переселених осіб, де щоденно проводила програму для дітей “Артсвіт дітям”. З червня 2022 року відновила мистецьку програму (виставки, кіноперегляди, освітні програми для дітей, лекції та проєкти на партнерських майданчиках в Європі).

## Колекція
Збірка галереї містить твори сучасних та радянських класиків українського живопису, графіки та скульптури. Зокрема, представлені роботи Миколи Глущенка, Віктора Зарецького, Михайла Божія, Павла Бедзира, Юрія Герца, Олександра Ацманчука, Михайла Акіньшина, Павла Волокидіна, Микити Шаленого, Генріетти Левицької, Степана Рябченко та інших.